# Chelipoda hubeiensis
Chelipoda hubeiensis är en tvåvingeart som beskrevs av Yang 1990. Chelipoda hubeiensis ingår i släktet Chelipoda och familjen dansflugor. Inga underarter finns listade i Catalogue of Life.